# Hofstadter-Experiment
Das Hofstadter-Experiment (nach Robert Hofstadter, der es 1957 erstmals beschrieb) ist ein physikalisches Experiment, das neben dem Rutherfordschen Streuversuch wichtige Erkenntnisse über die Beschaffenheit des Atomkerns liefert.

Hofstadter-Experiment: Schnelle Elektronen erzeugen ein Beugungsbild des Atomkerns mit Durchmesser. Das rechte Diagramm zeigt die Strahlungsintensität in Abhängigkeit vom Beugungswinkel

Bei dem Experiment am Linearbeschleuniger in Stanford wurden Elektronen mit einer Energie von über 200 MeV auf den Atomkern geschossen und das Beugungsbild untersucht.
Als Ergebnis erhielt man für den Atomkernradius {\displaystyle R} in Femtometer ({\displaystyle 10^{-15}\,{\text{m}}}):
{\displaystyle {\begin{alignedat}{2}R\ &=r_{0}&&\cdot {\sqrt[{3}]{A}}\\\Rightarrow R\ &\approx 1{,}2\ {\text{fm}}&&\cdot {\sqrt[{3}]{A}},\end{alignedat}}}
wobei {\displaystyle A} für die Massenzahl steht.
Dieser Radius ist enthalten in der Formel der Ladungsverteilung im Kern nach der Wood-Saxon-Formel (da Elektronen Leptonen sind, wirkt die Kernkraft nicht auf sie):
{\displaystyle \rho (r)={\frac {\rho _{0}}{1+\exp {\frac {r-R}{a}}}}}
wobei
- {\displaystyle r} der Abstand vom Mittelpunkt des Kerns ist;
- {\displaystyle a} der Randdickenparameter ist, welcher den Dichteverlauf der Kernmaterie am Kernrand angibt.